# Ниная
Ниная е слабонаселена планина в Сърбия, намираща се източно от Сиеница и северозападно от Тутин и в района на Пещер.
През 12 век областта около планината е известна като Никава.